# Uruguay az 1968. évi nyári olimpiai játékokon
Uruguay a mexikói Mexikóvárosban megrendezett 1968. évi nyári olimpiai játékok egyik részt vevő nemzete volt. Az országot az olimpián 8 sportágban 27 sportoló képviselte, akik érmet nem szereztek.

## Atlétika
Férfi
| Versenyző            | Versenyszám    | Előfutam | Előfutam | Előfutam | Döntő         | Döntő         |
| Versenyző            | Versenyszám    | Idő      | Hely.    | Össz.    | Idő           | Helyezés      |
| -------------------- | -------------- | -------- | -------- | -------- | ------------- | ------------- |
| Albertino Etchechury | 3000 m akadály | 9:35,61  | 9.       | 30.      | kiesett       | kiesett       |
| Armando González     | Maraton        |          |          |          | nem ért célba | nem ért célba |

Női
| Versenyző     | Versenyszám | Előfutam | Előfutam | Előfutam | Negyeddöntő | Negyeddöntő | Negyeddöntő | Elődöntő | Elődöntő | Elődöntő | Döntő   | Döntő    |
| Versenyző     | Versenyszám | Idő      | Hely.    | Össz.    | Idő         | Hely.       | Össz.       | Idő      | Hely.    | Össz.    | Idő     | Helyezés |
| ------------- | ----------- | -------- | -------- | -------- | ----------- | ----------- | ----------- | -------- | -------- | -------- | ------- | -------- |
| Josefa Vicent | 100 m       | 12,53    | 7.       | 40.      | kiesett     | kiesett     | kiesett     | kiesett  | kiesett  | kiesett  | kiesett | kiesett  |
| Josefa Vicent | 200 m       | 24,89    | 7.       | 33.      |             |             |             | kiesett  | kiesett  | kiesett  | kiesett | kiesett  |
| Josefa Vicent | 400 m       | 56,34    | 7.       | 25.      |             |             |             | kiesett  | kiesett  | kiesett  | kiesett | kiesett  |

## Evezés
| Versenyző                                         | Versenyszám              | Előfutam      | Előfutam      | Vigaszág | Vigaszág | Elődöntő | Elődöntő | Döntő   | Döntő   | Döntő   | Helyezés    |
| Versenyző                                         | Versenyszám              | Idő           | Hely.         | Idő      | Hely.    | Idő      | Hely.    | Típus   | Idő     | Hely.   | Helyezés    |
| ------------------------------------------------- | ------------------------ | ------------- | ------------- | -------- | -------- | -------- | -------- | ------- | ------- | ------- | ----------- |
| José Sigot Esteban Masseilot                      | Kormányos nélküli kettes | 7:42,35       | 6.            | 7:37,95  | 4.       | kiesett  | kiesett  | kiesett | kiesett | kiesett | helyezetlen |
| José Ahlers Emilio Ahlers Luis Colman (kormányos) | Kormányos kettes         | nem ért célba | nem ért célba | 8:11,88  | 5.       | kiesett  | kiesett  | kiesett | kiesett | kiesett | helyezetlen |

## Kerékpározás

### Országúti kerékpározás
| Versenyző                                       | Versenyszám     | Idő              | Helyezés |
| ----------------------------------------------- | --------------- | ---------------- | -------- |
| René Deceja Walter Garre Jorge Jukich Luis Sosa | Csapat időfutam | 2:25:47 (+17:58) | 24.      |

### Pálya-kerékpározás
Időfutam
| Versenyző    | Versenyszám  | Idő     | Helyezés |
| ------------ | ------------ | ------- | -------- |
| Luis Barrufa | Férfi egyéni | 1:06,27 | 13.      |

## Ökölvívás
| Versenyző        | Versenyszám   | Selejtező         | 32-es főtábla                     | Nyolcaddöntő               | Negyeddöntő              | Elődöntő          | Döntő             | Helyezés |
| Versenyző        | Versenyszám   | Ellenfél Eredmény | Ellenfél Eredmény                 | Ellenfél Eredmény          | Ellenfél Eredmény        | Ellenfél Eredmény | Ellenfél Eredmény | Helyezés |
| ---------------- | ------------- | ----------------- | --------------------------------- | -------------------------- | ------------------------ | ----------------- | ----------------- | -------- |
| Juan Rivero      | Könnyűsúly    | erőnyerő          | Yeter Sevimlı (TUR) · kizárták    | kiesett                    | kiesett                  | kiesett           | kiesett           | 17.      |
| Carlos Casal     | Kisváltósúly  | erőnyerő          | Gianbattista Capretti (ITA) · 0-5 | kiesett                    | kiesett                  | kiesett           | kiesett           | 17.      |
| Mario Benítez    | Nagyváltósúly |                   | erőnyerő                          | Eugenio Boches (GUA) · 5-0 | John Baldwin (USA) · 0-5 | kiesett           | kiesett           | 5.       |
| Nolberto Freitas | Középsúly     |                   | erőnyerő                          | Jan Hejduk (TCH) · RSC     | kiesett                  | kiesett           | kiesett           | 9.       |

## Sportlövészet
Nyílt
| Versenyző        | Versenyszám    | Pont | Helyezés |
| ---------------- | -------------- | ---- | -------- |
| Enrique Barragán | Szabadpisztoly | 529  | 48.      |
| Walter Vera      | Szabadpisztoly | 524  | 54.      |
| Arturo Porro     | Trap           | 171  | 50.      |

## Úszás
Női
| Versenyző                                                      | Versenyszám            | Előfutam | Előfutam | Előfutam | Elődöntő | Elődöntő | Elődöntő | Döntő   | Döntő    |
| Versenyző                                                      | Versenyszám            | Idő      | Hely.    | Össz.    | Idő      | Hely.    | Össz.    | Idő     | Helyezés |
| -------------------------------------------------------------- | ---------------------- | -------- | -------- | -------- | -------- | -------- | -------- | ------- | -------- |
| Lylian Castillo                                                | 100 m gyors            | 1:08,3   | 7.       | 51.      | kiesett  | kiesett  | kiesett  | kiesett | kiesett  |
| Lylian Castillo                                                | 200 m gyors            | 2:34,1   | 7.       | 38.      |          |          |          | kiesett | kiesett  |
| Lylian Castillo                                                | 400 m gyors            | 5:30,2   | 5.       | 28.      |          |          |          | kiesett | kiesett  |
| Lylian Castillo                                                | 800 m gyors            | 11:19,1  | 5.       | 26.      |          |          |          | kiesett | kiesett  |
| Emilia Figueroa                                                | 800 m gyors            | 10:57,7  | 6.       | 24.      |          |          |          | kiesett | kiesett  |
| Emilia Figueroa                                                | 400 m gyors            | 5:21,0   | 5.       | 26.      |          |          |          | kiesett | kiesett  |
| Emilia Figueroa                                                | 200 m gyors            | 2:27,4   | 5.       | 32.      |          |          |          | kiesett | kiesett  |
| Emilia Figueroa                                                | 100 m gyors            | 1:07,2   | 7.       | 49.      | kiesett  | kiesett  | kiesett  | kiesett | kiesett  |
| Ruth Apt                                                       | 100 m gyors            | 1:07,0   | 6.       | 48.      | kiesett  | kiesett  | kiesett  | kiesett | kiesett  |
| Ruth Apt                                                       | 100 m pillangó         | 1:15,3   | 5.       | 25.      | kiesett  | kiesett  | kiesett  | kiesett | kiesett  |
| Ruth Apt                                                       | 400 m vegyes           | 6:04,5   | 5.       | 25.      |          |          |          | kiesett | kiesett  |
| Ruth Apt                                                       | 200 m vegyes           | 2:45,9   | 6.       | 32.      |          |          |          | kiesett | kiesett  |
| Felicia Ospitaletche                                           | 200 m vegyes           | 2:47,8   | 5.       | 33.      |          |          |          | kiesett | kiesett  |
| Felicia Ospitaletche                                           | 100 m hát              | 1:17,7   | 6.       | 36.      | kiesett  | kiesett  | kiesett  | kiesett | kiesett  |
| Felicia Ospitaletche                                           | 200 m hát              | 2:51,4   | 7.       | 28.      |          |          |          | kiesett | kiesett  |
| Ana María Norbis                                               | 100 m mell             | 1:17,4   | 1.       | 1.       | 1:16,7   | 1.       | 1.       | 1:17,3  | 8.       |
| Ana María Norbis                                               | 200 m mell             | 2:49,4   | 1.       | 3.       |          |          |          | 2:51,9  | 8.       |
| Emilia Figueroa Ruth Apt Felicia Ospitaletche Lylian Castillo  | 4 × 100 m gyorsváltó   | 4:33,4   | 4.       | 14.      |          |          |          | kiesett | kiesett  |
| Felicia Ospitaletche Ana María Norbis Ruth Apt Emilia Figueroa | 4 × 100 m vegyes váltó | 4:56,0   | 6.       | 13.      |          |          |          | kiesett | kiesett  |

## Vitorlázás
Nyílt
| Versenyző      | Versenyszám | Futam | Futam  | Futam | Futam | Futam | Futam | Futam | Pontszám | Helyezés |
| Versenyző      | Versenyszám | 1     | 2      | 3     | 4     | 5     | 6     | 7     | Pontszám | Helyezés |
| -------------- | ----------- | ----- | ------ | ----- | ----- | ----- | ----- | ----- | -------- | -------- |
| Fernando Thode | Finn dingi  | 32,0  | (42,0) | 29,0  | 20,0  | 17,0  | 42,0  | 33,0  | 173,0    | 26.      |

## Vívás
Férfi
| Versenyző      | Versenyszám       | Csoportkör | Csoportkör | Csoportkör        | Csoportkör | Nyolcaddöntő      | Negyeddöntő       | Elődöntő          | Vigaszág a döntőért | Vigaszág a döntőért | Vigaszág a döntőért | Vigaszág a döntőért | Vigaszág a döntőért | Döntő             | Helyezés    |
| Versenyző      | Versenyszám       | 1. kör | 1. kör     | 2. kör            | 2. kör     | Nyolcaddöntő      | Negyeddöntő       | Elődöntő          | 1. kör              | 2. kör              | 3. kör              | 4. kör              | 5. kör              | Döntő             | Helyezés    |
| Versenyző      | Versenyszám       | Ellenfél Eredmény | Hely.      | Ellenfél Eredmény | Hely.      | Ellenfél Eredmény | Ellenfél Eredmény | Ellenfél Eredmény | Ellenfél Eredmény   | Ellenfél Eredmény   | Ellenfél Eredmény   | Ellenfél Eredmény   | Ellenfél Eredmény   | Ellenfél Eredmény | Helyezés    |
| -------------- | ----------------- | --- | ---------- | ----------------- | ---------- | ----------------- | ----------------- | ----------------- | ------------------- | ------------------- | ------------------- | ------------------- | ------------------- | ----------------- | ----------- |
| Alberto Varela | Tőr, egyéni       | C. csoport · Witold Woyda (POL) · V · German Szvesnyikov (URS) · V · Gerry Wiedel (CAN) · V · Moustafa Soheim (RAU) · V · José Miguel Pérez (PUR) · GY  | 5.         | kiesett           | kiesett    | kiesett           | kiesett           | kiesett           | kiesett             | kiesett             | kiesett             | kiesett             | kiesett             | kiesett           | helyezetlen |
| Alberto Varela | Párbajtőr, egyéni | L. csoport · Dieter Jung (FRG) · V · Viktor Modzolevszkij (URS) · V · Nicholas Halsted (GBR) · V · Carlos Calderón (MEX) · GY · Arthur Cramer (BRA) · V | 6.         | kiesett           | kiesett    | kiesett           | kiesett           | kiesett           | kiesett             | kiesett             | kiesett             | kiesett             | kiesett             | kiesett           | helyezetlen |